# Lyngøya (Bømlo)
Pour les articles homonymes, voir Lyngøya.
Lyngøya est une île norvégienne du comté de Hordaland appartenant administrativement à Bømlo.

## Description
Rocheuse et couverte d'une légère végétation, elle s'étend sur environ 841 m de longueur pour une largeur approximative de 469 m. 